# Red Wallace
Michael John Wallace, detto Red (Simpson, 12 luglio 1918 – 7 luglio 1977), è stato un cestista e allenatore di pallacanestro statunitense, professionista nella ABL e nella NBA.

## Palmarès

### Allenatore
- Campione EPBL (1959)